# E45

A Estrada europeia 45 - E45 - começa em Alta na Noruega, atravessa a Finlândia,  Suécia, Dinamarca, Alemanha e Áustria, e termina em Gela na Sicília (Itália).

Tem 4998 km de extensão.

## Itinerário
Alta – 
 Kautokeino – Kaaresuvanto – 
 Karesuando – Gällivare – Jokkmokk – Storuman – Östersund – Mora – Malung – Torsby – Grums – Trollhättan – Gotemburgo – 
 Frederikshavn – Aalborg – Århus – Vejle – Kolding – Frøslev – 
 Flensburgo – Hamburgo – Hanôver – Göttingen – Kassel – Fulda – Wurzburgo – Nuremberg – Munique – Rosenheim - 
 Innsbruck – Passo de Brenner – 
 Fortezza – Bolzano – Trento – Verona – Modena – Bolonha – Cesena – Perugia – Fiano Romano – Nápoles – Salerno – Sicignano – Cosenza – Villa San Giovanni – Messina – Catânia – Siracusa – Gela